# لیو سونگ (بازیکن تنیس روی میز)
لیو سونگ (انگلیسی: Liu Song؛ زادهٔ ۱۲ مه ۱۹۷۲) یک بازیکن تنیس روی میز اهل آرژانتین است. 
وی در مسابقات کشوری و بین‌المللی در مجموع برنده ۱۱ مدال طلا، ۱۷ مدال نقره، ۷ مدال برنز شده‌است.